# Caenacantha pulchripennis
Caenacantha pulchripennis är en tvåvingeart som beskrevs av Brauer 1882. Caenacantha pulchripennis ingår i släktet Caenacantha och familjen vapenflugor. Inga underarter finns listade i Catalogue of Life.